# Fingerratten
Fingerratten (Dactylomys) sind eine Gattung von Nagetieren in der Familie der Stachelratten, die im Nordwesten Südamerikas vorkommt.

## Merkmale
Obwohl die Arten zu den Stachelratten zählen, besitzen sie wie die anderen Bambusratten (Dactylomyinae) ein weiches Fell, ohne Borsten oder Stacheln. Abhängig von der Art ist die Oberseite grau mit olivgrüner bzw. rötlicher Schattierung oder gelbbraun. Die Unterseite ist mit weißem Fell bedeckt. Bei der Amazonas-Fingerratte ist der Schwanz bis auf eine Quaste am Ende nackt, während die Peruanische Fingerratte vorwiegend an der Basis einen buschigen Schwanz besitzt. An Händen und Füßen befinden sich vier Finger bzw. Zehen von denen der dritte und der vierte breit und lang ist.
Die Peruanische Fingerratte ist mit einer Kopf-Rumpf-Länge von etwa 250 mm und einer Schwanzlänge von etwa 360 mm etwas kleiner als die anderen beiden Arten. Bei diesen beträgt die Kopf-Rumpf-Länge ungefähr 300 mm und die Schwanzlänge 400 bis 430 mm. Für die Amazonas-Fingerratte wurde ein Gewicht von 600 bis 700 g registriert.

## Arten und Verbreitung
Folgende Arten zählen zur Gattung:
- Die Amazonas-Fingerratte (Dactylomys dactylinus) lebt im Nordwesten Brasiliens sowie in angrenzenden Gebieten Boliviens, Perus, Ecuadors, Kolumbiens und Venezuelas.
- Die Bolivianische Fingerratte (Dactylomys boliviensis) ist in den Vorgebirgen der Anden in Bolivien, Brasilien und Peru verbreitet.
- Die Peruanische Fingerratte (Dactylomys peruanus) ist nur aus zwei kleineren Gebieten in den Anden Perus bzw. Boliviens bekannt.

## Lebensweise
Die Gattungsmitglieder halten sich in dichter Vegetation im Umfeld von offenem Wasser auf. Die Peruanische Fingerratte erreicht im Gebirge 3.300 Meter Höhe, während die anderen Arten in bis 1.000 Meter Höhe zu finden sind. Sie klettern meist in Bäumen und sind nachtaktiv. Das Tagesversteck ist eine Ansammlung von Blättern und Lianen. Die Nahrung besteht vorwiegend aus dem Bast von Bambuspflanzen sowie aus Blättern. Die Tiere bilden meist kleinere Gruppen oder Paare. Von der Amazonas-Fingerratte sind Boop-Boop-Boop-Laute bekannt, die vermutlich der Reviermarkierung dienen. Ein Weibchen dieser Art war trächtig mit zwei Nachkommen.

## Status
Die IUCN listet die Peruanische Fingerratte mit „keine ausreichenden Daten“ (Data Deficient) und die anderen Arten als „nicht gefährdet“ (Least Concern).

## Referenzliteratur
- Ronald M. Nowak: Walker's Mammals of the World. 2 Bände. 6. Auflage. Johns Hopkins University Press, Baltimore MD u. a. 1999, ISBN 0-8018-5789-9.